# ШФ Вилхелмсхафен
ШФ Вилхелмсхафен (на немски: SV Wilhelmshaven) е футболен отбор от едноименния град Вилхелмсхафен, разположен в провинция Долна Саксония, Германия. Корените на клуба стигат до 1905 г. в миналото. Цветовете на отбора, наброяващ 400 членове, са червено и жълто. Освен футбол се упражняват и други спортове.
Футболният отбор на четвъртодивизионния клуб играе домакинските си срещи на открития през 1999 г. градски стадион Ядещадион, който може да приеме до 7500 зрители. През сезон 1990/91 клубът е от основателите на женското първенство на Германия по футбол, но по-късно дамската формация на Вилхелмсхафен изпада и през 2000 г. е закрита.

## История
Клубът има доста на брой предшественици. Някои от тях са ФК Комет от 1905, който още същата година се преименува на Дойчланд Вилхелмсхафен или поне това е версията на официалния уебсайт на Вилхелмсхафен. Друг вариант предлага спортен алманах от региона, а именно, че Дойчланд се формира през 1906 г. като обединение на спортните дружества Пройсен, Виктория и ФК Вилхелмсхафен. На по-късен етап основаният през 1905 г. Комет Рюстринген, който приема Хепензе през 1912 г., също се присъединява към другите клубове от града, за да се формира обединението Вилхелмсхафен.
Първоначално в пристанищния град доминират отборите на Марине и Фризия, които печелят много титли от окръжни първенства в периода 1908 – 1919 г. След реформиране на футболните райони през 1922 г., градът е включен към обща територия с Бремен – Окръг Яде-Везер. Там отборите от града край река Везер като Вердер Бремен, Бремен 1860, Бремер Ес Фау и Комет Бремен доминират.
Наследник на подводничарските спортни клубове е Фау Еф Бе Вилхелмсхафен. Той се класира през сезон 1923/24 за финалите на Северногерманското първенство като победител от Окръга Яде-Везер, но още в първия кръг губи от Айнтрахт Брауншвайг с 0:4.
През 1924 г. Фау Еф Бе Вилхелмсхафен и Дойчланд се обединяват във Вилхелмсхафен 1906, а 15 години по-късно отборът Фау Еф Ел 1905 от Рюсринген, град, който от 1937 г. е включен в пределите на Вилхелмсхафен, се присъединява към Вилхелмсхафен 1906, като формират Шпилферайнигунг 1905 Вилхелмсхафен.
През сезон 1939/40 Вилхелмсхафен 05 участва в Гаулига Долна Саксония (Север) и завършва на трето място. През военния сезон 1942/43 клубът е подсилен от известни футболисти, мобилизирани в района, и става шампион на Гаулига Везер-Емс, но след това губи осминафиналната среща срещу Шалке 04 от финалите на първенството на Германия с 1:4. През следващия сезон титлата на гаулигата е защитена. В първия кръг на финалите за шампионската титла на Германия вилхелмсхафенци побеждават Айнтрахт Брауншвайг с 2:1 след продължения. В 1/8-финалите отборът среща Луфтвафен-Шпортферайн Хамбург и първата среща завършва наравно – 1:1. Преиграването е загубено с 2:4, а победителите от Хамбург по-късно стават втори за първенство.

### След 1945 г.
След Втората световна война отборът се закрива през 1945 г. Едва през 1952 г. клубът се преосновава под името Шпилферайнигунг 1905 Вилхелмсхафен, като това формирование се състезава в долните дивизии на германския футбол по подобие на другите футболни отбори от града – дори оберлигата изглежда недостижима за времето след войната.
През 1972 г. се осъществява сливане с Те Ес Фау Германия Вилхелмсхафен 1896, като новото формирование носи името Ес Фау Вилхелмсхафен и наброява около 3000 членове.
По това време Олимпия Вилхелмсхафен домиира футбола в града и играе в продължение на половин десетилетие във втора дивизия на Германия.
През 1992 г. Ес Фау Вилхелмсхафен и Олимпия Вилхелмсхафен обединяват своите футболни отбори по икономически причини, като основният отбор запазва името Вилхелмсхафен, а формацията на Олимпия участва в първа окръжна група. През този период клубът прави опити да се преименува на Вилхелмсхафен 92, но тези опити на ръководството са напразни.
От началото на сезон 1999/2000 Вилхелмсхафен се мести от „Щадион ан дер Фриденщрасе“, който побира 15 000 зрители, на новопостроения Ядещадион.
През 2000 г. пълното сливане на Ес Фау Вилхелмсхафен и Олимпия Вилхелмсхафен в Ес Фау Олимпия Вилхелмсхафен е отказано от Германския футболен съюз. Задлъжнялият с около 750 000 евро клуб на Вилхелмсхафен е имал желанието да удовлетвоти кредиторите си и да представи общ отбор в регионалната лига.

### Последните години
През сезона 2000/01 Вилхелмсхафен изпада от Регионалната лига Север поради забавяне на подаването на документите в Германския футболен съюз, необходими за лицензирането на отборите за предстоящото първенство. Ръководството на долносаксонския клуб обвинява факсвръзките за забавянето, но така или иначе Фортуна Дюселдорф заема мястото на клуба от пристанищния град на Северно море.
Вилхелмсхафен е поставен в първенството на Оберлига Север за кампанията 2005/06, която отборът печели в края на сезона и се завръща в регионалната дивизия. Там обаче следва ново разочарование и завършване на последното място.
На 17 май 2008 г. Вилхелмсхафен постига победа като гост срещу Луруп в Хамбург и така предсрочно си осигурява място в северното подразделение на новосформираната четвърта лига на Германия, където завършва на 11 място през сезон 2008/09.

## Успехи
- Гаушампион Везер/Емс: 1943, 1944 (като Шпилферайнигунг 1905 Вилхелмсхафен)
- Окръжен шампион (Яде): 1924 (Фау Еф Бе Вилхелмсхафен – предшественик)
- Носител на купата на региона: 2007

## Първи отбор за сезон 2009/10
| №             |          | Играч             | Рождена дата   | В отбора от | См      | Кг      | Мач.    | Гол.    | Предишни клубове |
| Вратари       | Вратари  | Вратари           | Вратари        | Вратари     | Вратари | Вратари | Вратари | Вратари | Вратари |
| ------------- | -------- | ----------------- | -------------- | ----------- | ------- | ------- | ------- | ------- | --- |
| 1             | Германия | Херген Гердес     | 02.06.1989     | 2009        | 184     | 82      | -       | -       | Вердер Бремен, Вифелстеде                                                                                                   |
| 36            | Германия | Андре Вайс        | 30.09.1989     | 2009        | 190     | 85      | -       | -       | Кобленц, Рюбенах, Андернах, Германия Метерних                                                                               |
| Защитници     |          |                   |                |             |         |         |         |         | |
| 2             | Германия | Роберт Щарк       | 06.11.1986     | 2009        | -       | -       | -       | -       | Хале, Арминия Билефелд, Рот-Вайс Ерфурт                                                                                     |
| 3             |          | Люк-Арсен Диамесо | 27.12.1974     | 2003        | -       | -       | -       | -       | Клопенбург |
| 4             | Германия | Кевин Ненхубер    | 11.04.1988     | 2009        | 193     | 78      | -       | -       | Кикерс Емден, Хам, Бохум, Рот-Вайс Есен, Шалке 04                                                                           |
| 6             |          | Анте Балич        | 06.09.1983     | 2009        | -       | -       | -       | -       | Заксен Лайпцих, Байройт, Тюркийемспор Берлин, Берлин Анкараспор, Лихтерфелд, Райникендорфер Фюксе, Тасмания Гропиусщат 1973 |
| 22            | Германия | Марк Нойман       | 22.07.1990     | 2003        | -       | -       | -       | -       | Фау Еф Ел Вилхелмсхафен |
| 23            | Германия | Ян-Кристиан Майер | 04.09.1989     | 2009        | -       | -       | -       | -       | Волфсбург, Гифхорн |
| 24            | Германия | Ласе Нойберт      | 02.04.1989     | 2009        | -       | -       | -       | -       | Хановер 96, Хафелзе |
| Полузащитници |          |                   |                |             |         |         |         |         | |
| 5             | Германия | Хенинг гросе Маке | 21.06.1988     | 2009        | -       | -       | -       | -       | Клопенбург, Беверн |
| 8             | Германия | Щефен Путкамер    | 30.09.1988     | 2009        | 185     | -       | -       | -       | Обернойланд, Вилхелмсхафен, Олденбург, Хайдмюл                                                                              |
| 15            |          | Марко Фиоре       | 02.02.1989     | 2009        | -       | -       | -       | -       | Шалке 04, Шпортфройнде Йострих-Изерлон                                                                                      |
| 16            | Германия | Муса Карли        | 27 януари 1990 | 2009        | -       | -       | -       | -       | Оснабрюк, Вердер Бремен, Хайдкруг                                                                                           |
| 17            |          | Патрик Райнш      | 21.03.1990     | 2009        | 180     | 70      | -       | -       | Падерборн 07, Шалке 04, Рот-Вайс Кирхленгерн, Арминия Билефелд, Херфорд, Елфердисен                                         |
| 18            |          | Па-Малик Жооф     | 16.08.1985     | 2009        | 182     | 73      | -       | -       | Тюркийемспор Берлин, Фалерслебен, Любек, Волфсбург, Айнтрахт Норд Волфсбург                                                 |
| 21            | Германия | Мартен Нимайер    | 25.08.1990     | 2009        | -       | -       | -       | -       | Олденбург |
| 25            | Германия | Рашид Ел Хамуши   | 12.09.1981     | 2009        | 177     | 75      | -       | -       | Кикерс Емден, Фортуна Ситард, Алемания Аахен, Гройтер Фюрт, Алемания Аахен                                                  |
| Нападатели    |          |                   |                |             |         |         |         |         | |
| 7             | Германия | Али Мослехе       | 06.06.1987     | 2009        | -       | -       | -       | -       | Хановер 96, Бергедорф 85 |
| 9             | Германия | Мартин Хабен      | 23.03.1987     | 2009        | -       | -       | -       | -       | Езенс |
| 11            | Германия | Макс Вегнер       | 24.03.1989     | 2009        | -       | -       | -       | -       | Хановер 96, Арминия Билефелд                                                                                                |
| 13            | Германия | Зебастиан Хуке    | 11.08.1989     | 2009        | 187     | 83      | -       | -       | Херта Берлин, Рот-Вайс Ерфурт, Биркунген 07, Германия Еффелдер                                                              |
| 14            |          | Патрик Берье      | 04.03.1986     | 2009        | 173     | 72      | -       | -       | Остерхолц-Шармбек, Вердер Бремен, Волтмерсхаузен                                                                            |
| 19            |          | Райли О'Нийл      | 09.09.1985     | 2009        | 190     | 86      | -       | -       | Айнтрахт Брауншвайг, Вилхелмсхафен, Юнивърсити ъф Кентъки                                                                   |
| 22            |          | Валдемар Юрес     | 06.02.1986     | 2009        | 185     | -       | -       | -       | Ферл, Хам, Ханза Росток II, Волфсбург II, Вердер Бремен II, Холщайн Кил                                                     |

### Треньорски щаб
|          | Име              | Длъжност                       |
| -------- | ---------------- | ------------------------------ |
| Германия | Волфганг Щайнбах | Изпълнителен директор          |
| Германия | Волфганг Щайнбах | Старши треньор от 4 април 2009 |
| Германия | Ивица Йошич      | Кондиционен треньор            |
| Германия | Холгер Тобен     | Кондиционен треньор            |
| Германия | Нормен Гюнтер    | Помощник-треньор               |
| Германия | Ларс Клюмпер     | Треньор на аматьорите          |

## Бивши футболисти и треньори
| Футболисти | Футболисти | Треньори |
| - Паул Янес (Фортуна Дюселдорф, Хамбург, Айнтрахт Франкфурт, до 1970 г. с най-много мачове за националния отбор на Германия) - Карл Баруфка (Шалке 04, Щутгарт), по-късно става национален футболист - Дирк Шустер (Айнтрахт Брауншвайг, Карлсруе, Кьолн) - Манфред Бендер (Карлсруе, Байерн Мюнхен, 1860 Мюнхен) - Валдас Иванаускас (Хамбург) | - Сирил Флоран Бела (Серо Портеньо, Рот-Вайс Аален) - Хайко Бонан (Бохум) - Майк Бартен (Вердер Бремен) - Кай Щизи (Санкт Паули) - Леонардо Манси (Санкт Паули, Хановер 96) - Павел Крисалович (Айнтрахт Франкфурт, участник на световно първенство през 2002) - Маркус Стори (Калъмбъс Крю, Хюстън Динамо) | - Волф Вернер - Хуберт Хюринг - Волфганг Щайнбах - Кай Щизи - Райнер Люкеман - Ханс-Вернер Моорс - Герд Рогензак - Борис Ексемич |

## Спонсори
От сезон 2002/03 главен спонсор на клуба е компанията за замразени пилешки храни Шпрее Файнкост (на немски: Sprehe Feinkost).

## Български футболисти
- Павел Колев: 2020-2021 - (0 мача / 0 гола)